# Cipinang (Rumpin)
Cipinang is een bestuurslaag in het regentschap Bogor van de provincie West-Java, Indonesië. Cipinang telt 12.787 inwoners (volkstelling 2010).